# Fourmi pharaon
Monomorium pharaonis
Espèce
La Fourmi pharaon, Monomorium pharaonis, est une espèce de petits insectes de la famille des Formicidés.
C'est une espèce envahissante devenue pratiquement cosmopolite. Malgré ce que son nom pourrait suggérer, elle n'est pas originaire d'Égypte (mais plus probablement d'Afrique occidentale ou encore d'Asie tropicale).
En climat tempéré, elle ne survit qu'à l'intérieur des bâtiments chauffés. Elle affectionne tout spécialement les serres tropicales et aussi les hôpitaux et autres établissements médico-sociaux, les restaurants d'entreprise, etc. Cela peut donc parfois mener à des infections des batîments ce qui est un gros problème dans les lieux sanitaires.
Elle multiplie ses colonies par bourgeonnement, à l'instar de presque toutes les autres fourmis invasives de petite taille (par exemple la fourmi d'Argentine (Linepithema humile), la petite fourmi de feu (Wasmannia auropunctata)), chaque nid « satellite » comprenant plusieurs reines pondeuses, ce qui rend son éradication très difficile une fois qu'elle est installée en nombre. On peut cependant contrôler sa croissance par des campagnes répétées d'appâts empoisonnés.
Contrairement à la petite fourmi de feu (Wasmannia auropunctata) qui lui ressemble superficiellement, la fourmi pharaon ne pique pas. Elle ne possède qu'un aiguillon atrophié, beaucoup trop faible pour percer la peau humaine.

## Systématique
L'espèce a été décrite pour la première fois par Carl Von Linné en 1758, sous le protonyme Formica pharaonis.

## Espèce invasive
Cette espèce invasive trouve régulièrement refuge dans les bâtiments chauffés, lorsqu'elles sont à la recherche de leur climat natal. Elle multiplie ses colonies par bourgeonnement, à l'instar de presque toutes les autres fourmis invasives de petite taille (par exemple la fourmi d'Argentine (Linepithema humile), la petite fourmi de feu (Wasmannia auropunctata)), chaque nid « satellite » comprenant plusieurs centaines de reines pondeuses, ce qui rend son éradication très difficile une fois qu'elle est installée en nombre. On peut cependant contrôler sa croissance par des campagnes répétées d'appâts empoisonnés.
Lorsque suffisamment de gynes se trouvent dans un nid, elles partent en petits effectifs pour ainsi créer les nids "satellites". Le problème principal au delà de leur fort taux de reproduction est qu'elles peuvent s'installer dans des recoins insoupçonnés des bâtiments, entre les pages d'un livre, dans le plis de draps, ventilations, etc.
En 1984, une enquête est publiée dans le Journal of Hospitals Infections menant la conclusion qu'un hôpital sur dix était infecté par monomorium pharaonis en Angleterre.

## Taille des spécimens
Les ouvrières de cette espèce sont des femelles stériles qui mesurent entre 1,5 et 2,5 mm de long. Les reines, plus grosses et plus foncées, mesurent entre 3,5 et 5 mm. Les mâles mesurent environ 2,8 mm. Les reines et les mâles adultes portent des ailes à l'émergence. Cette espèce polygyne comporte dans une même fourmilière plusieurs reines fécondes capables de pondre une centaine d'œufs chacune, par jour.

## Méthode de recrutement
Cette espèce de fourmis, réussit aussi bien en reproduction que pour ce qui est du recrutement. Dotées de glandes de Dufour, les fourrageuses de cette espèce déposent des "phéromones pistes" qui indiquent la direction et le chemin précis à emprunter aux autres ouvrières.
Lorsqu'une fourmi sort de la fourmilière et qu'elle perçoit les phéromones, elle est irrésistiblement attirée par la piste. Ainsi, elle s'y rend et renforce l'odeur de la phéromone à son tour. Une fois la nourriture acheminée ou totalement consommée, elle font demi tour et indiquent que le travail est terminé de nouveau grâce à leurs glandes phéromonales.

## Répartition géographique
On trouve cette fourmi presque partout dans le monde. Probablement originaire d'Afrique tropicale, elle aurait été introduite en Amérique du Nord à partir de l'Europe.

## Méthode pour retrouver leur colonie
Selon une étude publiée dans Nature, cette espèce se remet à la géométrie pour retrouver leur chemin. En effet, deux chercheurs en informatique et un entomologiste de l'université de Sheffield (situé en Grande-Bretagne) ont analysé la manière dont ces fourmis retrouvent leur chemin. Couramment, les fourmis (certaines d'entre elles privées de vue) utilisent des phéromones. Néanmoins, en 1993, une autre étude espagnole avait montré que les réseaux de quatre espèces de fourmis présentaient invariablement un angle entre deux nouveaux embranchements compris entre 50° et 60°. Il en est de même pour les pistes de phéromones des fourmis pharaons. Francis Ratnieks, l’entomologiste qui a dirigé l'étude, a déclaré que : « C'est la régularité de cet angle qui nous a fait penser que les fourmis pourraient s'en servir pour distinguer le bon chemin, celui qui leur permet de se rendre au nid de celui qui les en écarte ».